# Rajdowe Mistrzostwa Bliskiego Wschodu
Rajdowe Mistrzostwa Bliskiego Wschodu, ang. Middle East Rally Championship (MERC) – cykl rajdów samochodowych organizowany przez Fédération Internationale de l’Automobile (FIA) wyłaniających najlepszego kierowcę w rejonie Bliskiego Wschodu. Pierwsza edycja została zorganizowana w 1984 roku.

## Mistrzowie
| Sezon | Kierowca             | Samochód                                                 |
| ----- | -------------------- | -------------------------------------------------------- |
| 1984  | Saeed Al-Hajri       | Porsche 911 SC RS                                        |
| 1985  | Saeed Al-Hajri       | Porsche 911 SC RS                                        |
| 1986  | Mohammed Bin Sulayem | Toyota Celica TCT                                        |
| 1987  | Mohammed Bin Sulayem | Toyota Celica TCT                                        |
| 1988  | Mohammed Bin Sulayem | Toyota Celica TCT                                        |
| 1989  | Mohammed Bin Sulayem | Toyota Celica GT-Four                                    |
| 1990  | Mohammed Bin Sulayem | Toyota Celica GT-Four                                    |
| 1991  | Mohammed Bin Sulayem | Toyota Celica GT-Four                                    |
| 1992  | Mamdouh Khayat       | Lancia Delta HF Integrale                                |
| 1993  | Hamed Al-Thani       | Toyota Celica GT-Four                                    |
| 1994  | Mohammed Bin Sulayem | Ford Escort RS Cosworth                                  |
| 1995  | Abdullah Bakhashab   | Ford Escort RS Cosworth                                  |
| 1996  | Mohammed Bin Sulayem | Ford Escort RS Cosworth                                  |
| 1997  | Mohammed Bin Sulayem | Ford Escort RS Cosworth                                  |
| 1998  | Mohammed Bin Sulayem | Ford Escort WRC                                          |
| 1999  | Mohammed Bin Sulayem | Ford Focus WRC                                           |
| 2000  | Mohammed Bin Sulayem | Ford Focus WRC                                           |
| 2001  | Mohammed Bin Sulayem | Ford Focus WRC                                           |
| 2002  | Mohammed Bin Sulayem | Ford Focus WRC                                           |
| 2003  | Nasir al-Atijja      | Subaru Impreza WRC                                       |
| 2004  | Khalid Al Qassimi    | Mitsubishi Lancer Evolution VII Subaru Impreza WRX STi   |
| 2005  | Nasir al-Atijja      | Subaru Impreza WRX STi                                   |
| 2006  | Nasir al-Atijja      | Subaru Impreza WRX STi                                   |
| 2007  | Nasir al-Atijja      | Subaru Impreza WRX STi                                   |
| 2008  | Nasir al-Atijja      | Subaru Impreza WRX STi                                   |
| 2009  | Nasir al-Atijja      | Subaru Impreza WRX STi N15 Mitsubishi Lancer Evolution X |
| 2010  | Misfer Al-Marri      | Subaru Impreza WRX STi                                   |
| 2011  | Nasir al-Atijja      | Ford Fiesta S2000                                        |
| 2012  | Nasir al-Atijja      | Peugeot 207 S2000 Ford Fiesta RRC                        |
| 2013  | Nasir al-Atijja      | Ford Fiesta RRC                                          |
| 2014  | Nasir al-Atijja      | Ford Fiesta RRC                                          |
| 2015  | Nasir al-Atijja      | Ford Fiesta RRC Škoda Fabia R5                           |
| 2016  | Nasir al-Atijja      | Škoda Fabia R5                                           |
| 2017  | Nasir al-Atijja      | Ford Fiesta R5                                           |
| 2018  | Nasir al-Atijja      | Ford Fiesta R5                                           |
| 2019  | Nasir al-Atijja      | Volkswagen Polo GTI R5                                   |
| 2020  | Nasir al-Atijja      | Volkswagen Polo GTI R5                                   |